# Rhysida intermedia
Rhysida intermedia är en mångfotingart som beskrevs av Carl Graf Attems 1910. Rhysida intermedia ingår i släktet Rhysida och familjen Scolopendridae.
Artens utbredningsområde är Tanzania. Inga underarter finns listade i Catalogue of Life.